# جایزه پیبادی
جایزهٔ پیبادی (انگلیسی: Peabody Award) با نام کامل جوایز جرج فاستر پیبادی (انگلیسی: George Foster Peabody Awards) جایزه‌ای است که همه‌ساله به سبب «دستاورد برجسته و خدمات عمومی شایسته» توسط شبکه‌های رادیویی و تلویزیونی، شرکت‌ها و رسانه‌های اینترنتی و اشخاص مستقل، به آنها اهدا می‌شود.
این جایزه نامش را از جرج فاستر پیبادی می‌گیرد و تمرکزش بیشتر بر کیفیت برنامه و خدمات است تا شهرت و همه پسندی آنان و هر سال، از میان ۱۰۰۰ نامزد گوناگون، به ۲۵ تا ۳۵ نامزد تعلق می‌گیرد.
شرکت‌کنندگان می‌توانند خودشان، خود را نامزدِ رقابت برای دریافت جایزه کنند، اما در این صورت، می‌بایست مبلغ ۳۵۰ دلار (برای برنامه‌های رادیویی ۲۲۵ دلار) بپردازند.